# Salva Sevilla
Salvador 'Salva' Sevilla López (Berja, 18 maart 1984) is een Spaans voetballer die doorgaans als offensieve middenvelder speelt.

## Clubcarrière
Salva debuteerde op 12 oktober 2003 in het eerste elftal van de ploeg waar hij zijn jeugdopleiding kreeg, Poli Ejido. De ploeg speelde in de Segunda División A en de desbetreffende uitwedstrijd tegen Ciudad de Murcia eindigde op een 2-2 gelijkspel.
In 2004 werd hij uitgeleend aan Atlético Madrid, waar hij bij het tweede en het derde elftal in actie kwam.
In 2005 trok de middenvelder naar Sevilla Atlético, het B-elftal van Sevilla FC.. Deze ploeg was tijdens het seizoen 2005-2006 actief in de Segunda División B. Tijdens het seizoen 2006-2007 werd de ploeg kampioen en was het te sterk voor Burgos CF en zo kwam de ploeg tijdens seizoen 2007-2008 na veertig uitgaven en de speler na vier uitgaven weer terug in de Segunda A. Het werd een succesvol seizoen met een negende plaats in de eindrangschikking.
Na drie seizoenen verliet hij Sevilla Atlético voor reeksgenoot UD Salamanca.. Vooral zijn tweede seizoen 2009-2010 was op persoonlijk vlak een succes met elf doelpunten.  Op het einde van het seizoen zou de speler de ploeg echter verlaten.
In 2010 tekende Salva Sevilla een vierjarig contract bij toenmalig reeksgenoot Real Betis. Tijdens het eerste seizoen werd hij kampioen met de ploeg en zou zo hij vanaf het seizoen 2011-2012 voor het eerst in zijn loopbaan actief zijn in de Primera División. Met deze ploeg zou hij vier seizoenen actief zijn en zou hij elf doelpunten in zevenennegentig competitiewedstrijden scoren.
In 2014 tekende hij een driejarig contract bij reeksgenoot RCD Espanyol. Op 23 augustus 2014 debuteerde Salva Sevilla voor zijn nieuwe club, op de openingsspeeldag van het seizoen 2014/15 in een competitiewedstrijd tegen UD Almería.
Op 28 augustus 2017 verliet hij de ploeg dankzij een vrije transfer en zette twee stappen terug bij RCD Mallorca, een ploeg die net naar de Segunda B gedegradeerd was. Bij deze ploeg kon hij twee seizoenen achter mekaar promoveren. Het seizoen 2017-2018 kampioen in de Segunda B, waarna tijdens de play offs Rayo Majadahonda verslagen werd en de promotie een feit was. Het daaropvolgende seizoen 2018-2019 werd de ploeg vijfde in de Segunda A, waardoor het kon deelnemen aan de eindronde. Deze werd gewonnen zodat tijdens seizoen 2019-2020 actief was in de Primera. Daar werd tijdens seizoen 2019-2020 echter maar de negentiende plaats behaald, waarna degradatie volgde. Het daaropvolgende seizoen 2020-2021 werd de ploeg echter weer vice-kampioen zodat een terugkeer naar het hoogste niveau vanaf seizoen 2021-2022 weer een feit was. Deze keer werd op de laatste speeldag de redding bewerkstelligd en eindigde de ploeg op een zestiende plaats. Daarna werd bekend dat hij de ploeg zou verlaten.
Vanaf seizoen 2022-2023 zou hij actief zijn bij Deportivo Alaves, een ploeg die net gedegradeerd was naar Segunda A.  Met deze ploeg behaalde hij de eindrondes, waarin ze de terugkeer naar het hoogste Spaanse niveau behaalden.  Hij zou de ploeg echter niet volgen.

## Statistieken
Bijgewerkt per 13 juli 2023
| Club                        | Seizoen      | Competitie         | Competitie | Competitie | Beker  | Beker | Europees | Europees | Ander  | Ander | Totaal | Totaal |
| Club                        | Seizoen      | Competitie         | Wedstr     | Goals      | Wedstr | Goals | Wedstr   | Goals    | Wedstr | Goals | Wedstr | Goals  |
| --------------------------- | ------------ | ------------------ | ---------- | ---------- | ------ | ----- | -------- | -------- | ------ | ----- | ------ | ------ |
| Poli Ejido                  | 2003–04      | Segunda División A | 10         | 0          | 1      | 2     | —        | —        | —      | —     | 11     | 2      |
| Atlético Madrid B (uitleen) | 2004–05      | Segunda División B | 1          | 0          | —      | —     | —        | —        | —      | —     | 1      | 0      |
| Sevilla B                   | 2005–06      | Segunda División B | 30         | 4          | —      | —     | —        | —        | 2      | 0     | 32     | 4      |
| Sevilla B                   | 2006–07      | Segunda División B | 29         | 3          | —      | —     | —        | —        | 2      | 0     | 31     | 3      |
| Sevilla B                   | 2007–08      | Segunda División A | 25         | 4          | —      | —     | —        | —        | —      | —     | 25     | 4      |
| Sevilla B                   | Total        | Total              | 84         | 11         | 0      | 0     | 0        | 0        | 4      | 0     | 88     | 11     |
| Salamanca                   | 2008–09      | Segunda División A | 35         | 6          | 2      | 0     | —        | —        | —      | —     | 37     | 6      |
| Salamanca                   | 2009–10      | Segunda División A | 38         | 11         | 2      | 2     | —        | —        | —      | —     | 40     | 13     |
| Salamanca                   | Total        | Total              | 73         | 17         | 4      | 2     | 0        | 0        | 0      | 0     | 77     | 19     |
| Betis                       | 2010–11      | Segunda División A | 33         | 3          | 6      | 0     | —        | —        | —      | —     | 39     | 3      |
| Betis                       | 2011–12      | La Liga            | 26         | 2          | 0      | 0     | —        | —        | —      | —     | 26     | 2      |
| Betis                       | 2012–13      | La Liga            | 17         | 2          | 2      | 0     | —        | —        | —      | —     | 19     | 2      |
| Betis                       | 2013–14      | La Liga            | 21         | 4          | 4      | 0     | 9        | 1        | —      | —     | 34     | 5      |
| Betis                       | Total        | Total              | 97         | 11         | 12     | 0     | 9        | 1        | 0      | 0     | 118    | 12     |
| Espanyol                    | 2014–15      | La Liga            | 26         | 0          | 4      | 0     | —        | —        | —      | —     | 30     | 0      |
| Espanyol                    | 2015–16      | La Liga            | 15         | 1          | 4      | 0     | —        | —        | —      | —     | 19     | 1      |
| Espanyol                    | 2016–17      | La Liga            | 6          | 0          | 1      | 0     | —        | —        | —      | —     | 7      | 0      |
| Espanyol                    | Total        | Total              | 47         | 1          | 9      | 0     | 0        | 0        | 0      | 0     | 56     | 1      |
| Mallorca                    | 2017–18      | Segunda División B | 32         | 4          | 1      | 0     | —        | —        | 4      | 0     | 37     | 4      |
| Mallorca                    | 2018–19      | Segunda División A | 37         | 3          | 1      | 0     | —        | —        | 4      | 1     | 42     | 4      |
| Mallorca                    | 2019–20      | La Liga            | 35         | 5          | 1      | 0     | —        | —        | —      | —     | 36     | 5      |
| Mallorca                    | 2020–21      | Segunda División A | 38         | 7          | 1      | 0     | —        | —        | —      | —     | 39     | 7      |
| Mallorca                    | 2021–22      | La Liga            | 28         | 5          | 4      | 0     | —        | —        | —      | —     | 32     | 5      |
| Mallorca                    | Total        | Total              | 170        | 24         | 8      | 0     | 0        | 0        | 8      | 1     | 186    | 25     |
| Alavés                      | 2022–23      | Segunda División A | 36         | 3          | 4      | 1     | —        | —        | 2      | 0     | 42     | 4      |
| Career total                | Career total | Career total       | 518        | 67         | 38     | 5     | 9        | 1        | 14     | 1     | 579    | 74     |

1. 1 2 3 4 5  Optredens in Promotie Playoffs
2. ↑  Optredens in UEFA Europa League